# Мразовце
Мразовце (слч. Mrázovce) насељено је мјесто са административним статусом сеоске општине (слч. obec) у округу Стропков, у Прешовском крају, Словачка Република.

## Становништво
| Година:    | 1994. | 2004.   | 2014. | 2024.    |
| ---------- | ----- | ------- | ----- | -------- |
| Број људи: | 91    | 100     | 89    | 79       |
| Разлика:   |       | +9,89 % | -11 % | -11,23 % |

| Година:    | 2023. | 2024. |
| ---------- | ----- | ----- |
| Број људи: | 79    | 79    |
| Разлика:   |       | +0 %  |

Према подацима о броју становника из 2024. године насеље је имало 79 становника.